# لیتون اسمیت
لیتون اسمیت (انگلیسی: Leighton W. Smith Jr.; ۲۰ اوت ۱۹۳۹ – ۲۸ نوامبر ۲۰۲۳) ادمیرال نیروی دریایی ایالات متحده آمریکا بود. در سال ۱۹۹۴، او فرمانده نیروهای دریایی ایالات متحده اروپا و آفریقا و فرماندهی نیروی مشترک ناپل شد و در اوج جنگ‌های یوگسلاوی این فرماندهی را بر عهده داشت. او فرماندهی منطقه پرواز ممنوع مصوب ناتو (عملیات انکار پرواز) بر فراز بوسنی و بعداً عملیات بمباران علیه جمهوری صربسکا (عملیات نیروی عمدی) را در سال ۱۹۹۵ بر عهده داشت. در همان سال، او علاوه بر این، فرماندهی نیروی اجرایی به رهبری ناتو در بوسنی را با هدف نظارت بر موافقت‌نامه دیتون بر عهده گرفت. او هر سه سمت را تا زمان بازنشستگی‌اش در سال ۱۹۹۶ برعهده داشت.